# Дюроше, Мария
Мария Дюроше (Marie Josefina Mathilde Durocher, 1809—1893) — бразильский акушер-гинеколог, врач. Она была первой женщиной-врачом в Латинской Америке.
Дюроше была дочерью французских иммигрантов. Она родилась в Париже и переехала в Бразилию вместе с родителями в возрасте восьми лет. Овдовев, оставшись молодой, с двумя детьми, она стала первой, получившей медицинское образование во вновь созданной медицинской школе в Рио-де-Жанейро в 1834 году. Дюроше активно работала в своей профессии в течение шестидесяти лет. Она привлекала внимание своей привычкой одеваться в мужскую одежду, так как она считала её более практичной в своей профессии, чем одежда современных ей женщин. Она была акушеркой, принимавшей внуков императора Педру II, и стала первой женщиной-членом Медицинской Академии де Насьональ в 1871 году.
Мария Дюроше входит в число женщин, упомянутых в инсталляции Джуди Чикаго «Званый ужин».